# ديمون بافورد
ديمون بافورد (بالإنجليزية: Damon Buford) هو لاعب كرة قاعدة أمريكي، ولد في 12 يونيو 1970 في بالتيمور في الولايات المتحدة.

## وصلات خارجية
- ديمون بافورد على موقعبيزبول رفرنس.كوم (الدوري الرئيسي) (الإنجليزية)
- ديمون بافورد على موقعبيزبول رفرنس.كوم (الدوري الثانوي) (الإنجليزية)